# Terremoto glaciale

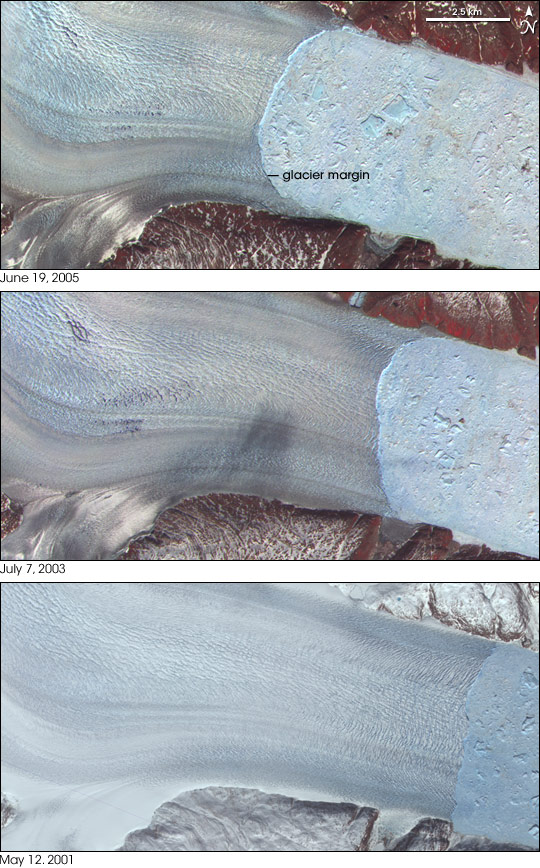
Il ghiacciaio Helheim della Groenlandia viene monitorato per lo studio dei terremoti glaciali

I terremoti glaciali sono scosse sismiche di grande intensità, con magnitudo maggiore di 5.1, che si verificano in zone dove il ghiacciaio si muove più velocemente di un chilometro l'anno.  
Il numero di terremoti glaciali in Groenlandia mostra un picco ogni anno a luglio, agosto e settembre, e il numero è in aumento con il passare del tempo. In uno studio basato sui dati prelevati da gennaio 1993 ad ottobre 2005, sono stati rilevati più eventi annuali a partire dal 2002, e nel 2005 ne vennero registrati il doppio rispetto alla media annuale di tutti gli altri anni. Questo incremento nel numero di terremoti glaciali in Groenlandia sembra possa essere una risposta al riscaldamento globale. 
Le onde sismiche sono anche generate dal flusso glaciale di Whillans (Whillans Ice Stream), un grande fiume di ghiaccio in rapido movimento che si riversa dal ghiacciaio dell'antartico occidentale nella piattaforma glaciale di Ross. Ogni giorno vengono rilasciate due esplosioni di onde sismiche, ognuna equivalente a un terremoto di magnitudo 7, e sono apparentemente correlate all'azione mareale del Mar di Ross. Durante ogni evento una regione estesa 96 per 193 chilometri del ghiacciaio si muove a 0,67 metri circa ogni 25 minuti, si ferma per 12 ore, e poi si muove di un altro mezzo metro. Le onde sismiche sono registrate dai sismografi intorno all'Antartide, e anche da quelli in Australia, a una distanza di oltre 6400 chilometri. Poiché il movimento avviene in periodo di tempo lungo 10-25 minuti, non può essere avvertito dagli scienziati che si trovano sul ghiacciaio in movimento. Non è noto se questi eventi siano collegati al riscaldamento globale .